# Tibérinus
 (décembre 2011).
Tiberinus est le nom donné au dieu du fleuve Tibre dans la mythologie de la Rome antique.

## Le fleuve Tibre
Le Tibre (Tiberis en latin) est un fleuve situé en Italie qui se jette dans la Mer Tyrrhénienne. Il est long de 396 kilomètres et traverse la ville de Rome.

## Mythologie
Selon le livre VIII de l'Énéide de Virgile, Tibérinus aida Énée après son arrivée dans la péninsule Italique où lui et les siens étaient venus se réfugier après la chute de Troie, lui suggérant de rechercher une alliance avec Évandre dans la guerre contre Turnus et ses alliés (voir fondation de Rome. Tibérinus apparut à Énée dans un rêve, lui disant qu'il était arrivé à sa vraie maison. Il calma également l'eau afin que le bateau d'Enée puisse atteindre la ville en toute sécurité.
Tibérinus est également connu comme le dieu du fleuve qui a trouvé les jumeaux Romulus et Rémus et les a donnés à téter la louve Lupa (qui venait de perdre ses propres petits). Plus tard, il a sauvé et épousé Rhéa Silvia, la mère des jumeaux et une vestale qui avait été condamnée à mort.
Tibérinus était le père d'Ocnus (en) qu'il avait eu avec Manto, la fille du devin Tirésias, dotée elle aussi de pouvoirs prophétiques.

## Culte
Les habitants de la ville de Rome vouaient un culte divin au fleuve Tibre. Le fleuve joue un rôle important dans la vie citadine de la Rome antique, car il fertilise la terre. L’aspect dévastateur des inondations fait que le fleuve est aussi craint par les Riverains. C'est donc ces deux aspects, bénéfique et maléfique, qui incitent les humains de cette région, à associer cet élément à un dieu. Ce dieu est nommé Tibérinus. La statue du dieu Tibérinus représente un vieillard barbu allongé. On retrouve là une similitude avec le dieu du Nil nommé Hâpy.
Tibérinus était considéré comme l'un des dieux fluviaux les plus importants et les gens s'assuraient de déposer des offrandes dans le Tibre chaque mois de mai, le dieu honoré lors des Argei de mai. Les Argées se déroulaient en deux parties. La première cérémonie, les 16 et 17 mars, consistait en une procession lors de laquelle des mannequins, appelés Argées, étaient déposés dans des sanctuaires, au nombre de 27. La seconde cérémonie consistait en une procession lors de laquelle les mannequins étaient retirés des sanctuaires puis précipités dans le Tibre du haut du pont sacré, le pont Sublicius.

## Galerie

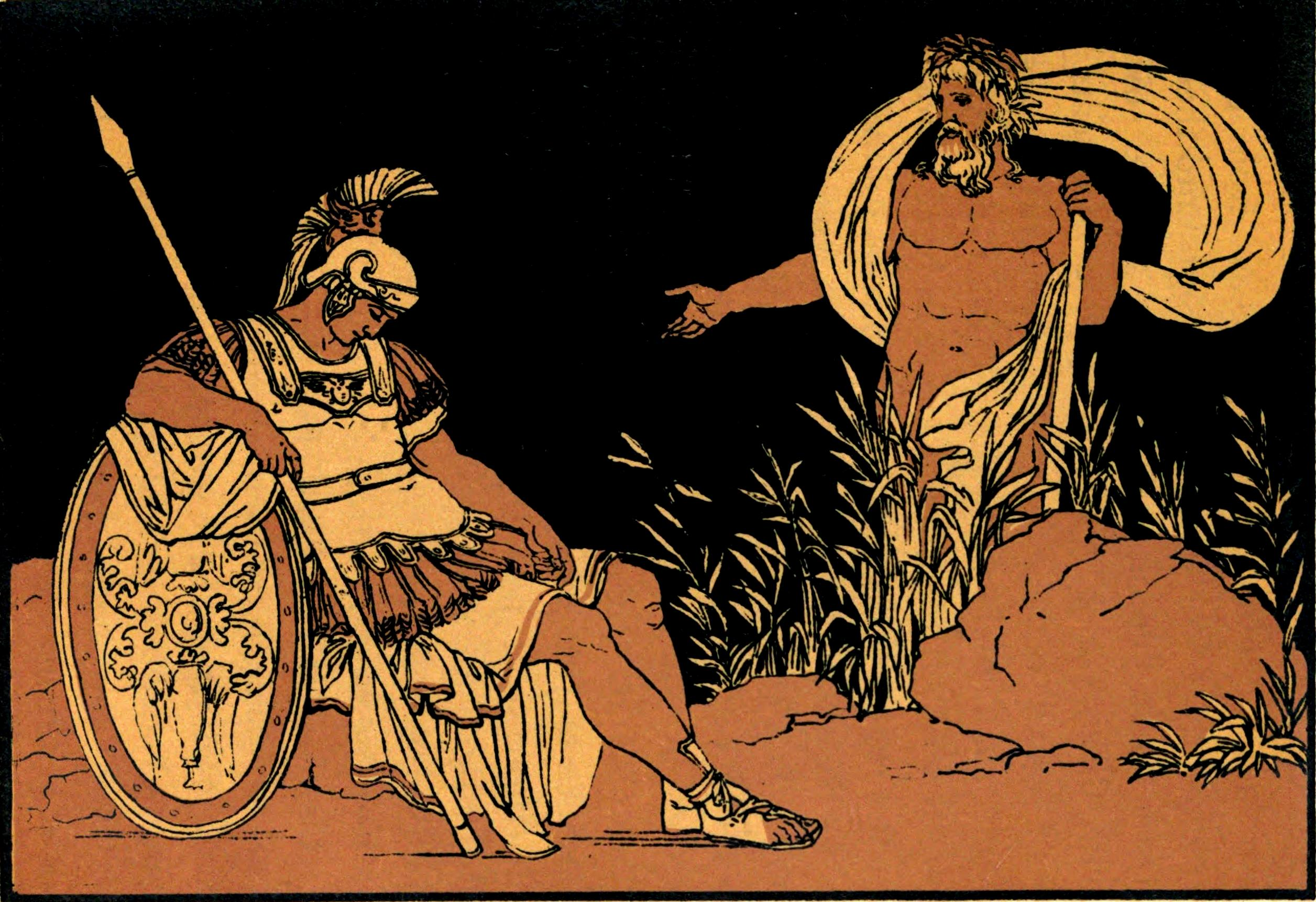
Énée et Tibérinus par Bartolomeo Pinelli
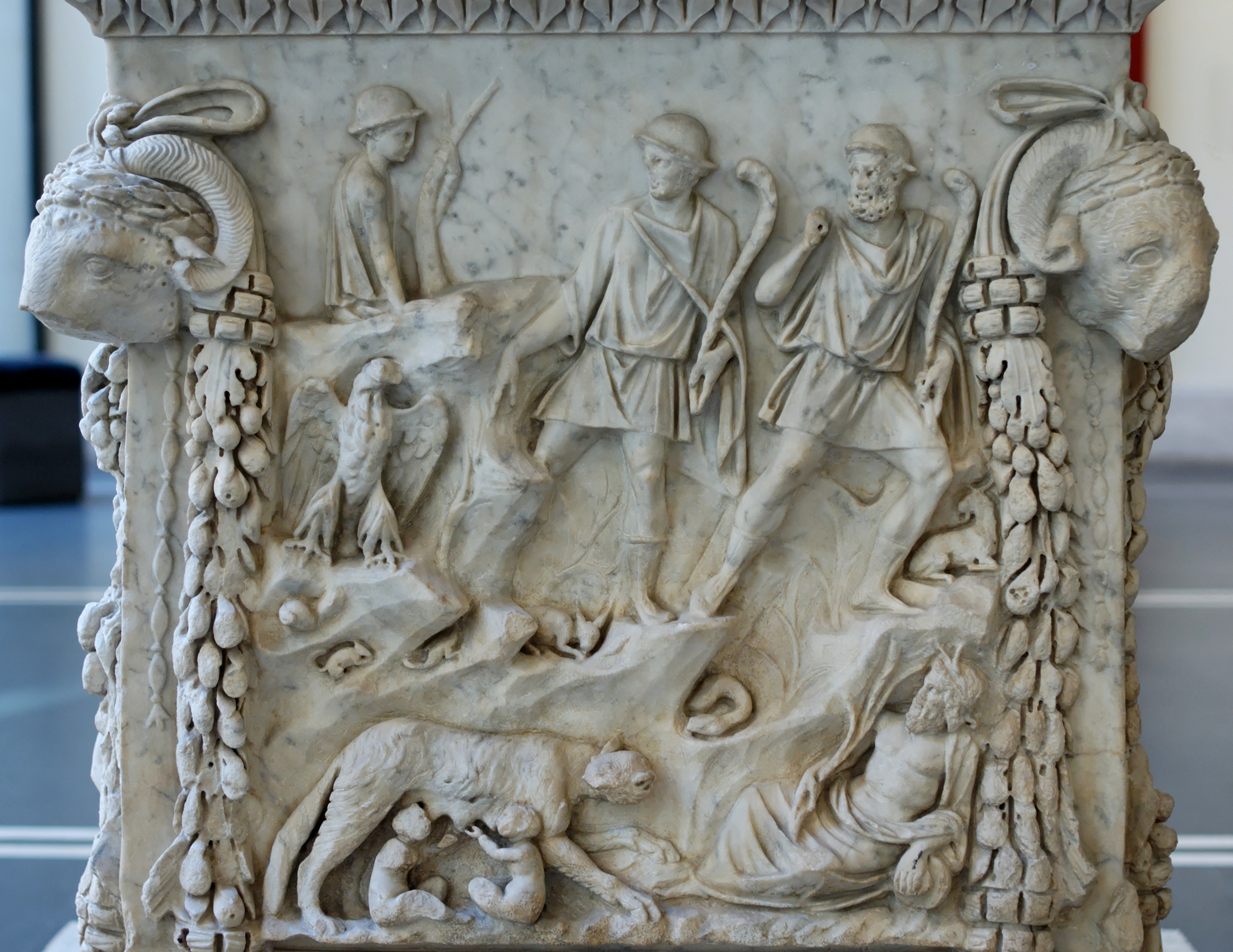
Autel montrant Tibérinus (en bas à droite) révélant les jumeaux
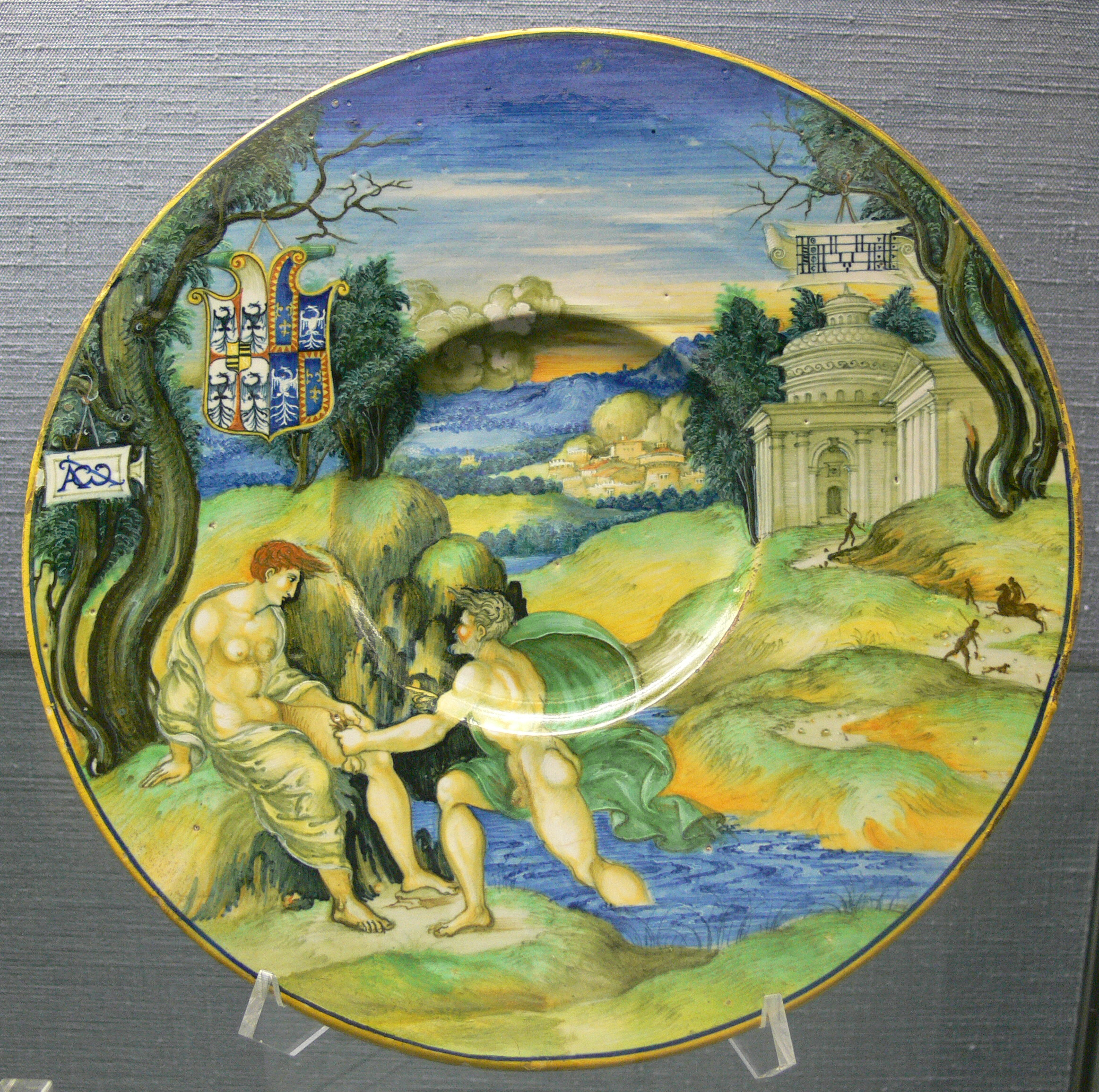
Tibérinus et Manto (ici une nymphe) sur une assiette par Nicolò da Urbino, 1520
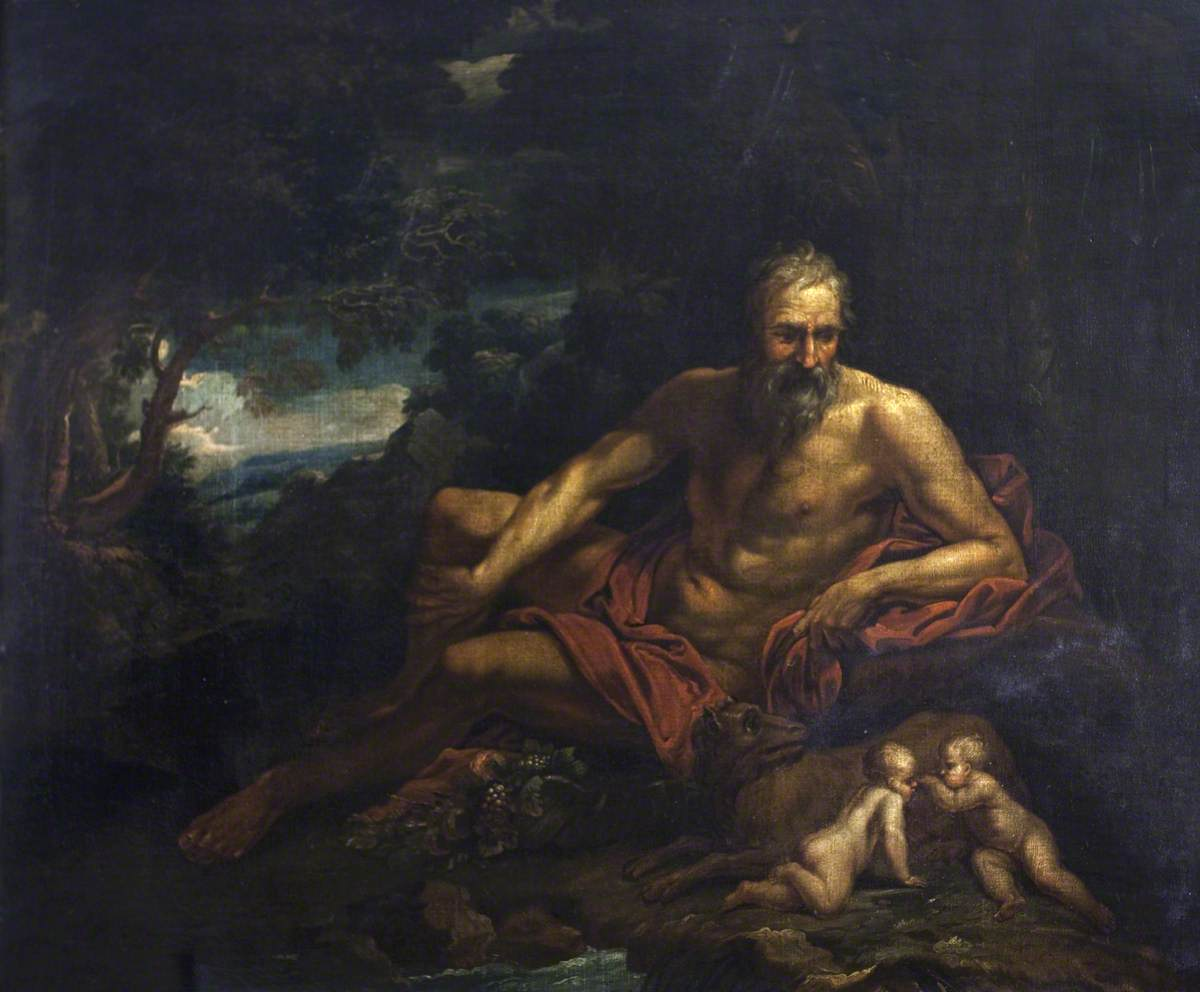
Romulus et Rémus avec le dieu Fleuve Tibre, anonyme, 17e siècle